# コモン・ブースター・コア

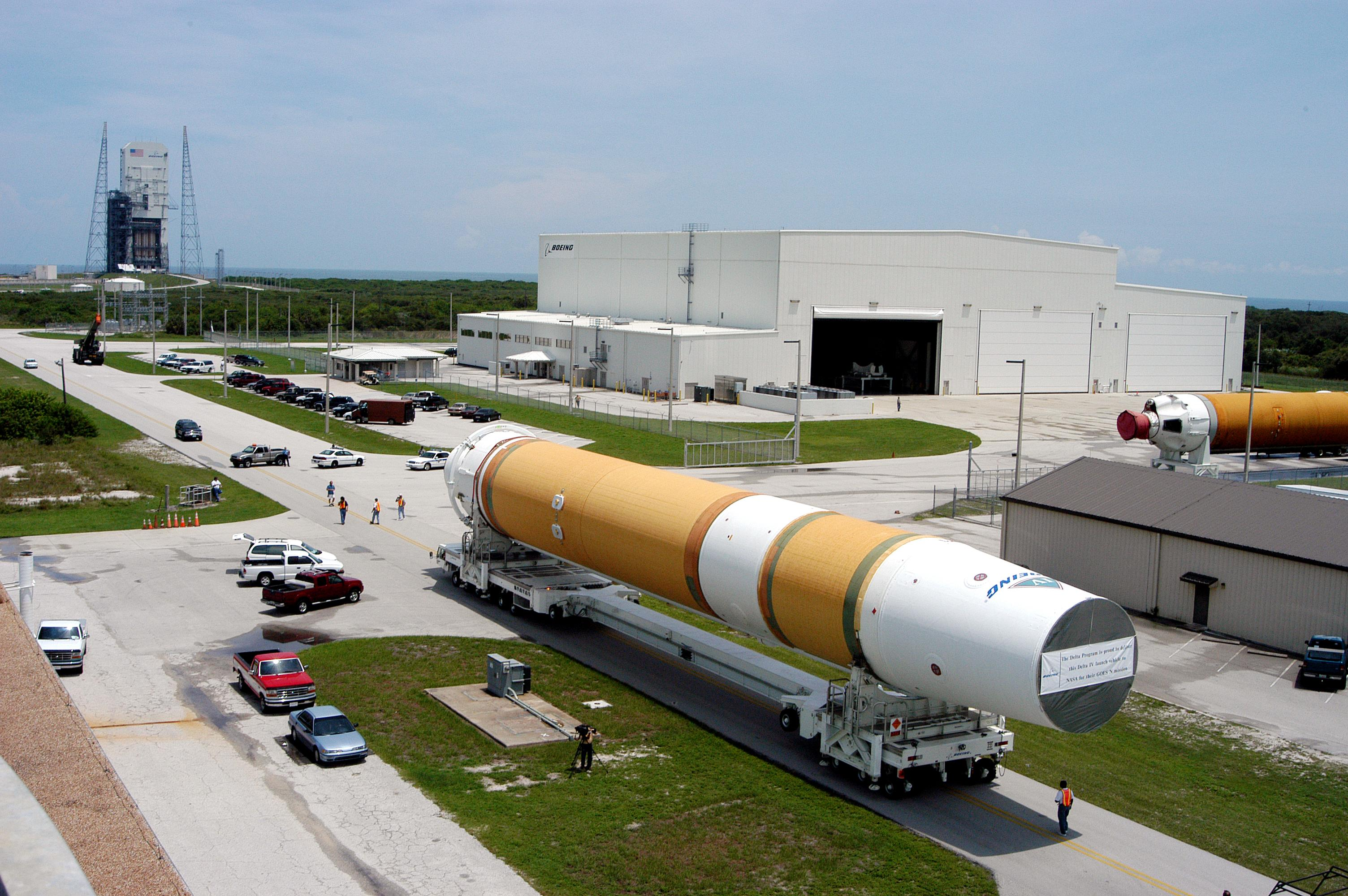
SLC-37の水平統合施設前のデルタロケットの1段目

コモン・ブースター・コア（Common Booster Core、CBC）はアメリカ合衆国のロケットで、デルタIVにモジュラーロケットシステムの一部として使用される。デルタIVは中規模から中規模+の人工衛星の打ち上げに第1段として1基のコモン・ブースター・コアを使用する。重量物の打ち上げ時には3基のコモン・ブースター・コアを使用し、3基のうち2基はブースターとして第1段の両側に配置される。コモン・ブースター・コアは全長40.8m、直径5.1m、エンジンは一台の液体水素/液体酸素を燃料とするRS-68エンジンを使用する。
第1段のコモン・ブースター・コアの最初の地上での燃焼試験は2001年3月17日に行われ、当初の計画での最終試験は5月6日に行われた。試験は1960年代にサターンVロケットの第1段であるS-ICの試験の為に建設されたジョン・C・ステニス宇宙センターのB-2試験台が使用された。コモン・ブースター・コアの最初の打ち上げはデルタIVロケットの初打ち上げでケープカナベラル空軍基地の37B発射台から2002年11月20日に行われた。
最大構成である、3基のコモン・コア・ブースターを束ねたデルタ IV ヘビーの最初の打ち上げは2004年12月21日に行われた。この打ち上げでは3基のCBC全てがキャビテーションによる酸化剤の供給系統の不具合により燃焼が予定よりも早く停止された事により、予定よりも低い軌道に投入された。この失敗により圧力弁が追加された。
2014年12月時点においてデルタⅣは28基打ち上げれ、20基はミディアムとミディアム+仕様で8基がヘビー仕様だった。総計44基のCBCが打ち上げられた。
CBCはユナイテッド・ローンチ・アライアンスのアラバマ州ディケーターの1,500,000-平方フート (140,000 m2)の製造施設で生産され、専用の輸送船であるM/V Delta Marinerでヴァンデンバーグ空軍基地或いはケープカナベラル空軍基地に輸送され、宇宙機と補助ロケットやデルタ極低温2段のような他の構成要素と組み合わせられる。